# Utfällning
En utfällning bildas när en substans inte är löslig i det använda lösningsmedlet. Den substans som fälls ut kallas fällning eller precipitat. Den fällningsfria vätska som är kvar över den fasta fällningen kallas supernatant. 
Utfällningsreaktioner sker till exempel vid kristallisering, när joner från var för sig lättlösliga salter reagerar med varandra och bildar ett svårlösligt salt, som därför fälls ut som kristaller. Det svårlösliga saltet blir då synligt i lösningen (oftast blir lösningen grumlig). Detta är en vanlig metod för att undersöka innehållet i en okänd lösning, vilket gör denna typ av försök till en kvalitativ analys inom den analytiska kemin. 
Ett exempel på en fällningsreaktion är reaktionen där blyjoner förenas med jodidjoner för att bilda det svårlösliga saltet blyjodid. Reaktionen beskrivs med följande reaktionsformel:
{\displaystyle {\rm {H_{2}O(l)+Pb^{2}(aq)+2NO_{3}^{-}(aq)+K^{+}(aq)+2I^{-}(aq)\rightarrow H_{2}O(l)+PbI_{2}(s)+K^{+}(aq)+2NO_{3}^{-}(aq)}}}
Exempel på svårlösliga salter är t.ex. AgCl(s) och BaSO4(s) 
Exempel på lättlösliga salter är alla salter med nitratjoner. Nitratjoner bildar aldrig fällning.
Låter man till exempel silvernitrat reagera med natriumklorid bildas en vit fällning. För att identifiera det svårlösliga saltet vet man att nitratjoner aldrig kommer fällas ut således måste det vara kloriden. Natriumklorid är ej ett svårlösligt salt och således är silverklorid det enda möjliga svaret. Nitratjonerna och natriumjonerna kommer att vara åskådarjoner i en sådan reaktion som nu kan skrivas om såhär:
{\displaystyle {\rm {Ag^{+}(aq)+Cl^{-}(aq)\rightarrow AgCl(s)}}}
Om det bildas en vit fällning när silvernitratlösning sätts till ett vattenprov av okänd sammansättning måste ytterligare tester tillgripas för att kunna fastställa att den bildade fällningen är silverklorid.
I inte alltför starka lösningar går det att beräkna vid vilken koncentration en utfällning börjar (eller omvänt hur låg är koncentrationen av den svårlösliga kemiska föreningens joner vid jämvikt). Vid beräkning används ämnets löslighetsprodukt. Antag ett ämne AaBb bildas av jonerna A och B (där A är en generell beteckning för exempelvis bly, barium, silver och så vidare och B en beteckning för jodid, sulfat, klorid och så vidare). Idealt gäller [A]a*[B]b=Ks där [A] är koncentrationen av A i mol/liter (och motsvarande för [B]) samt Ks är löslighetsprodukten. Löslighetsprodukten för blyjodid, PbI2 är 10-8,2, för bariumsulfat, BaSO4, 10-10 och silverklorid, AgCl 10-9,7.